# Callobius hokkaido
Callobius hokkaido är en spindelart som beskrevs av Robin Ernest Leech 1971. Callobius hokkaido ingår i släktet Callobius och familjen mörkerspindlar. Inga underarter finns listade.